# Mabel Freer
 (février 2023).
Pour les articles homonymes, voir Freer (homonymie).
Mabel Magdalene Freer (née Ward, plus tard Cusack) est une femme britannique dont l'exclusion de l'Australie pour des raisons morales en 1936 est devenue une cause célèbre et a conduit à une controverse politique. Freer est né en Inde britannique. Après s'être séparée de son premier mari, elle entame une liaison avec Edward Dewar, un officier marié de l'armée australienne en poste à Lahore. Lorsque Freer et Dewar ont cherché à retourner ensemble en Australie en 1936, la famille de Dewar et les autorités militaires ont fait pression sur les responsables de l'immigration pour empêcher son entrée pour des raisons de moralité. 
À son arrivée à Fremantle, Freer a été administrée et a échoué à un test de dictée en italien, ce qui lui a fait valoir d'être déclarée immigrante interdite en vertu de la loi de 1901 sur la restriction de l'immigration. Elle a été acceptée en Nouvelle-Zélande où elle a demandé réparation en justice, faisant une deuxième tentative infructueuse pour atterrir à Sydney, en Australie, un mois plus tard.
Le « cas de Mme Freer » s'est avéré politiquement dommageable pour le Lyons government (gouvernement exécutif fédéral d'Australie dirigé par le Premier ministre Joseph Lyons). La décision d'exclure Freer a été critiquée pour un certain nombre de motifs, notamment parce qu'elle était arbitraire, portait atteinte à la liberté individuelle et était motivée par le sexisme. Le ministre de l'Intérieur Thomas Paterson a été largement perçu comme ayant mal géré l'affaire. Il a publiquement attaqué le personnage de Freer et a utilisé des preuves douteuses ou fabriquées pour défendre ses actions. Le cabinet fédéral a finalement autorisé Freer à entrer en Australie en juillet 1937, bien que sa relation avec Dewar ne se soit pas poursuivie. La controverse a contribué à la fin de la carrière ministérielle de Paterson mais n'a eu aucune implication juridique durable.

## Biographie

### Jeunesse et couple
Freer est née en 1911 dans l'actuel Pakistan, différentes sources indiquant Lahore ou Rawalpindi comme lieu de naissance,. Selon son propre récit, elle était l'un des cinq enfants nés de William A. Ward, un officier de l'armée britannique à la retraite qui dirigeait une auberge à Lahore. Elle a visité l'Angleterre dans son enfance avant de retourner vivre en Inde. En 1929, elle épousa Ronald Freer, dont la mère Edith était la sœur du ministre du gouvernement britannique George Cave, Ier vicomte Cave. Elle partit pour l'Angleterre en 1933 avec les deux enfants du couple, retournant en Inde en 1935 où elle demanda le divorce.
En 1936, Freer commence une relation avec Edward Dewar, un lieutenant du Corps d'état-major australien qui avait été détaché auprès de l'armée indienne britannique à Lahore pour un an d'entraînement. L'épouse de Dewar, Alice (née Howells) et sa petite fille restent en Australie. En août 1936, Dewar écrit une lettre à sa femme déclarant qu'il reviendrait en Australie avec Freer et demande à ce qu'elle « le libère pour lui permettre de se marier. » Ronald Freer nomme Dewar codéfendeur dans leur procédure de divorce, qui, en vertu du Code pénal indien, rendait Dewar passible d'une peine d'emprisonnement pouvant aller jusqu'à cinq ans pour conduite immorale. 
Le père de Dewar, Robert Dewar, et son beau-père Frank Howells se retrouvent consternés par son intention d'abandonner le mariage et cherchent à rompre sa relation avec Freer. Son père demande l'aide des autorités militaires de Lahore, qui ont également désapprouvé la relation. Le commandant de Dewar, Philip Myburgh, dénigre le caractère moral de Freer et suggère que des tentatives soient faites pour empêcher son entrée en Australie. Howells contacte ensuite les autorités militaires en Australie, qui pensaient la carrière de Dewar en danger si la relation se poursuivait. Peu avant l'arrivée du couple en Australie, l'affaire est rapidement ortée aux plus hauts niveaux du ministère de l'Intérieur, responsable de l'immigration. Le ministre de l'Intérieur Thomas Paterson accepte la recommandation de son département d'exclure Freer d'Australie en tant que « personne indésirable » (persona non grata), avec la correspondance de Myburgh comme principale preuve.

## Exclusion d'Australie

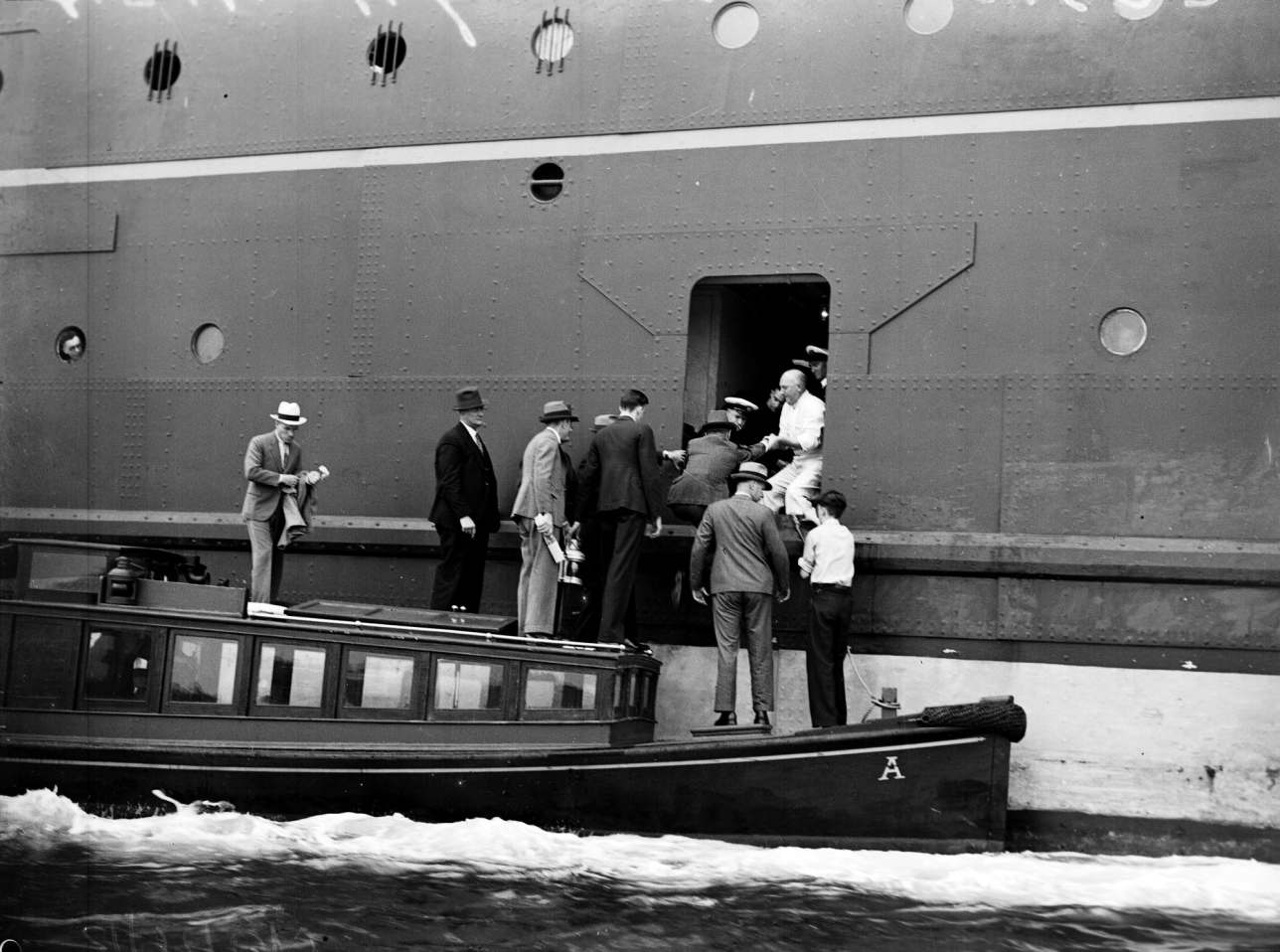
Douaniers montant à bord du TSS Awatea dans le cadre de la deuxième tentative de Freer d'entrer en Australie.

### Première entrée
Le 20 octobre 1936, Freer et Dewar arrivent à Fremantle, en Australie-Occidentale, à bord du RMS Maloja. Bien que Freer détenait un passeport britannique, à son arrivée, les douaniers sont montés à bord du navire et lui ont administré un test de dictée en italien. Elle échoue au test et est informée être considérée comme une « immigrante interdite » en vertu de la loi de 1901 sur la restriction de l'immigration. Le Maloja continue jusqu'à Melbourne, où Dewar débarque, puis jusqu'à Sydney où Freer change de navire pour le MS Wanganella à destination d'Auckland, en Nouvelle-Zélande. Elle y est acceptée sans problème, y travaille dans des emplois occasionnels et obtient une représentation légale.
Le test de dictée utilisé pour exclure Freer a été développé pour appliquer la politique de l'Australie blanche, permettant aux douaniers de refuser l'entrée aux visiteurs non blancs sans se livrer à une discrimination raciale explicite qui pourrait avoir des implications pour les relations internationales. En l'absence d'autre législation, il a également été utilisé pour exclure les étrangers pour des motifs politiques, notamment dans la tentative d'exclusion d'Egon Kisch en 1935 où le test était administré en gaélique écossais. L'application de tests de dictée pour exclure les étrangers soupçonnés d' activités immorales n'était pas sans précédent, mais était généralement réservée aux travailleuses du sexe.

### Tentative de réadmission et contestation judiciaire
Le 4 décembre 1936, Freer retourna à Sydney sur TSS Awatea, espérant utiliser la publicité négative générée par son exclusion antérieure pour forcer un renversement. Son voyage est financé par le Daily Telegraph, qui a peut-être également couvert ses frais juridiques. À son arrivée, elle subit un nouveau test de dictée en italien, consistant en un bulletin météo. Freer échoue de nouveau au test et est informée de son expulsion. Awatea repart à Auckland après seulement neuf heures à Sydney, au cours desquelles elle a reçu des visites de deux organisations de femmes.
Avant son expulsion, l'avocat de Freer, Norman Cowper, a déposé une ordonnance d'habeas corpus en son nom. La demande est entendue par le juge de la  Haute Cour HV Evatt, qui avait également été impliqué dans l'affaire Kisch où il a rendu plusieurs décisions contre le gouvernement. Cependant, dans le cas de Freer, Evatt a constaté que son exclusion avait été légale, car le gouvernement avait suivi le processus de la législation et il n'y avait aucune raison d'annuler la décision du ministre. Dans des obiter dicta, Evatt a déclaré que le tribunal « n'approuvait ou ne confirmait en aucune façon la justice d'une décision exécutive » ou ne réfléchissait pas au caractère personnel de Freer.

## Réactions

### Réponse ministérielle

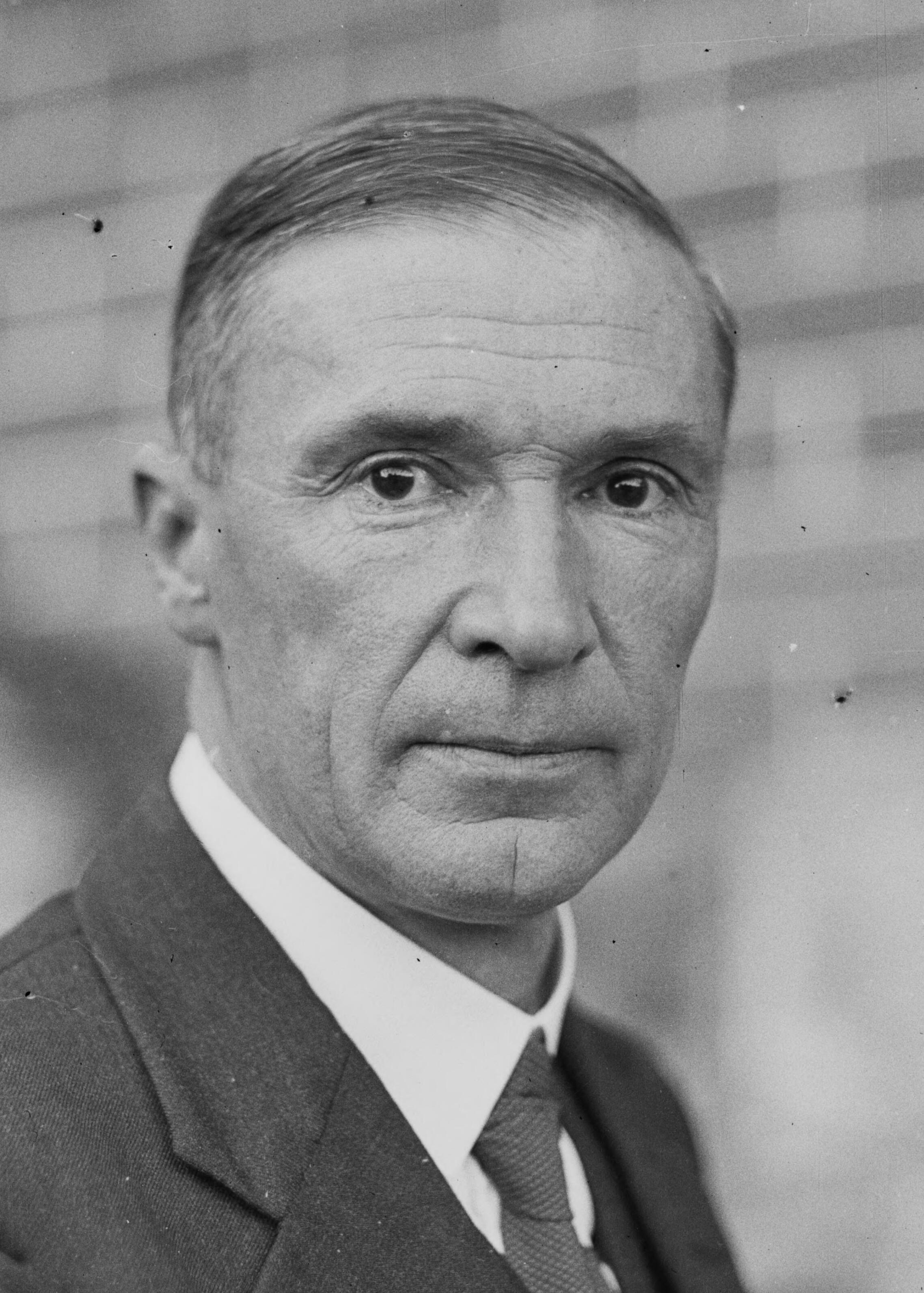
Le ministre de l'Intérieur Thomas Paterson

Bien qu'il ait été peu impliqué dans ses premières étapes, le ministre de l'Intérieur Thomas Paterson devient rapidement une figure centrale de l'affaire Freer. Il ne fait aucune déclaration publique à ce sujet jusqu'au 11 novembre, plus de trois semaines après son exclusion, lorsqu'il prend la parole à la Chambre des représentants et a déclaré qu'elle avait été exclue en tant que « personne de caractère indésirable ». Il développe sa décision le jour suivant, affirmant qu'il était intervenu pour protéger l'institution du mariage et attaquant Freer comme une « aventurière » de caractère moral suspect.
Les déclarations de Paterson au parlement ne réussissent pas à éteindre la controverse. Freer et ses partisans l'accusent d'avoir abusé du privilège parlementaire pour la diffamer et continuent à faire pression pour qu'il revienne sur sa décision. Paterson est surpris par la réaction négative, qui selon Martens (2019) a provoqué « une ruée tardive et frénétique pour corroborer des preuves justifiant à la fois l'utilisation du test de dictée pour exclure une Anglaise blanche et le dénigrement de son caractère par le ministre. »
Le 11 novembre, Paterson reçoit un télégramme de Walter Hunt, un résident de Sydney, affirmant qu'il avait connu une femme nommée « Vera Freer » en Inde, qu'il croyait être un pseudonyme utilisé par Mabel Freer. Paterson demande des informations supplémentaires à Hunt, qui a faussement affirmé que Freer était une femme métisse — « demi-cinghalaise » — qui avait eu des relations avec plusieurs hommes et avait engendré un enfant avec un Arménien. À la fin novembre, s'appuyant largement sur la lettre de Hunt, le ministère de l'Intérieur avait préparé un résumé sur Freer qui concluait qu'elle était une « femme rusée et totalement immorale [...] à peine mieux, voire pas du tout, qu'une prostituée ordinaire. »
Paterson accepte largement les affirmations de Hunt au pied de la lettre et envoie des télégrammes aux autorités de l'Inde, de Ceylan et du Royaume-Uni, cherchant à obtenir la confirmation de ses relations passées et de son identité raciale, ce qui, en vertu de la politique de l'Australie blanche, aurait pleinement justifié son expulsion. Cependant, les informations fournies par les autorités indiennes n'ont trouvé aucune preuve des affirmations de Hunt et correspondaient à ses précédentes révélations.  De plus, le 28 novembre, le tabloïd Smith's Weekly a révélé que Hunt avait auparavant purgé une peine de prison pour parjure, que le département n'avait pas réussi à découvrir. Cette révélation a discrédité Paterson et a conduit à de nombreux appels à sa démission.

### Réaction du public
L'affaire Freer est devenue une cause célèbre dans la presse australienne. Cela s'est produit en même temps que la relation du roi Édouard VIII avec Wallis Simpson est devenue publique, les médias établissant de fréquentes comparaisons entre les deux situations. Warwick Fairfax, chef de l'empire des médias de Fairfax, rappelle plus tard qu'il ne pouvait « jamais se souvenir que l'ensemble de la presse de tous les partis ait été si unanime sur un point de politique publique », mais souligne que les médias ne faisaient que refléter l'opinion publique.
Les premiers rapports sur l'affaire Freer apparaissent quelques jours seulement après qu'elle s'est vu refuser l'entrée en Australie. Elle a accordé de nombreuses interviews à des journalistes et a cultivé un récit qui « a suscité une large sympathie de la part de l'opinion publique, et a réussi à qualifier son interdiction d'injustifiée, injuste et contraire à la politique de l'Australie blanche. » Les actions de Paterson ont été qualifiées d'abus arbitraire de ses pouvoirs ministériels et d'atteinte à la liberté personnelle, les commentateurs défendant le principe de non-ingérence dans les relations privées. On craignait en outre que le test de dictée — destiné à être utilisé pour faire respecter la politique de l'Australie blanche — soit plutôt utilisé pour expulser un sujet britannique blanc.
Les commentateurs masculins et féminins ont noté que Freer avait été soumis à un double standard sexiste, avec peu d'attention accordée au rôle de Dewar dans la rupture de son mariage. Les organisations de femmes et les dirigeantes féministes ont joué un rôle clé dans la controverse, menant des attaques contre Paterson et son gouvernement dans la presse.
Jessie Street a écrit une lettre de protestation au Premier ministre au nom des Associations unies en faveur des droits des femmes, tandis que Mildred Muscio du Conseil national des femmes a déclaré qu'il y avait « une anxiété généralisée et, dans de nombreux cas, une indignation parmi les femmes à la suite de cette action arbitraire. » Millicent Preston-Stanley, la présidente du United Australia Party 's Women's Coordinating Council, a qualifié Paterson de "dictatoriale", tandis qu'Agnes Goode, une autre membre du conseil, a déclaré que l'affaire démontrait la nécessité d'une réforme de la loi sur le mariage pour faciliter des divorces plus rapides. 

### Réaction politique

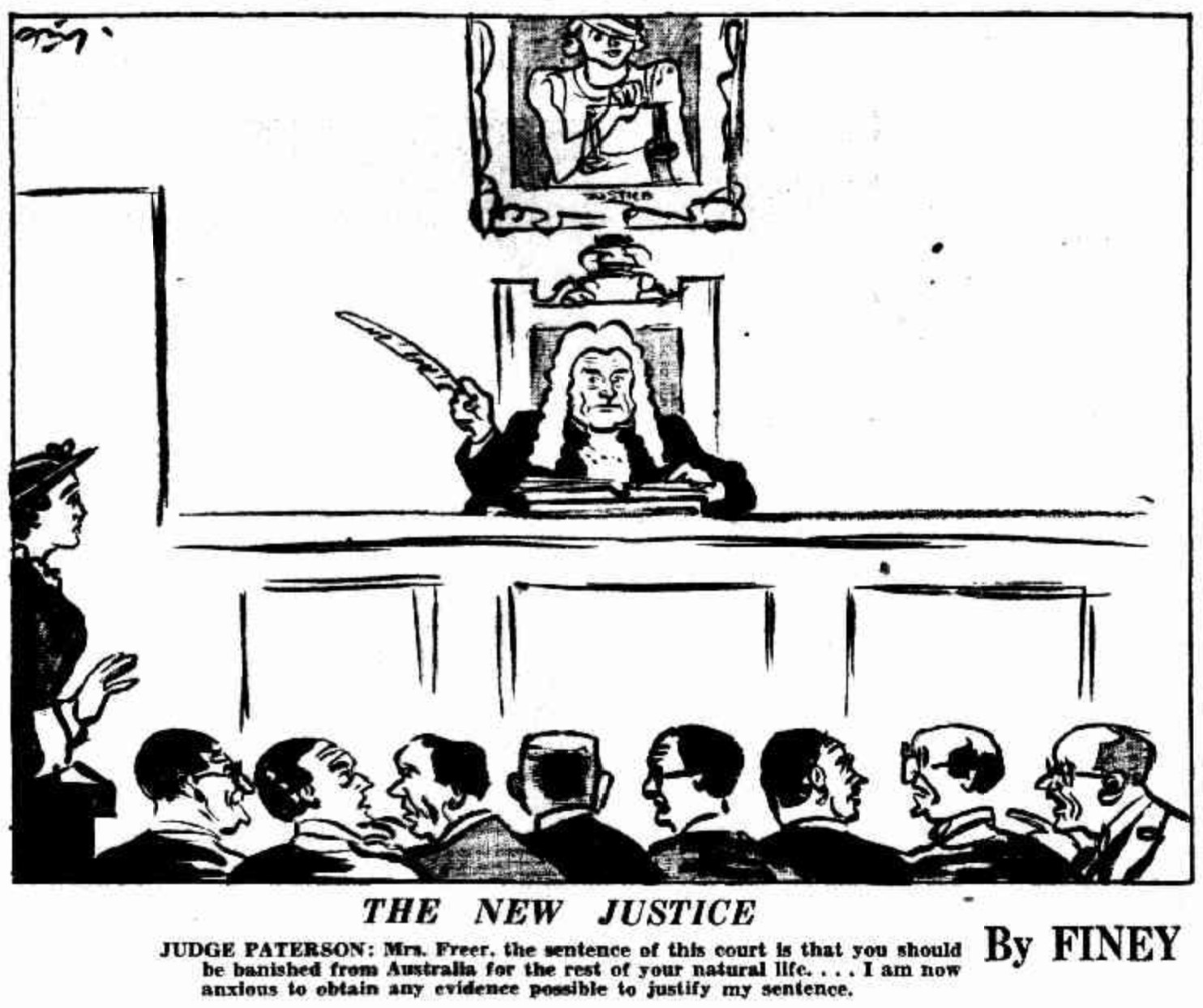
Caricature du Daily Telegraph faisant la satire des tentatives de Paterson pour justifier l'expulsion de Freer.

Paterson avait peu de partisans lorsque l'affaire Freer a été débattue au parlement. Plusieurs députés d'arrière-ban du gouvernement ont ouvertement critiqué sa gestion de l'affaire, William McCall apparaissant comme l'un des critiques les plus éminents. La position de Paterson était également impopulaire parmi ses collègues du cabinet, qui n'ont pas réussi à le défendre au parlement et ont divulgué des informations sur sa décision à la presse,.
La résolution de l'affaire Freer a été compliquée par le statut de Paterson en tant que membre du Country Party, le partenaire minoritaire d'un gouvernement de coalition avec le United Australia Party (UAP) du Premier ministre Joseph Lyons. Un ministère conjoint mal à l'aise avait été formé après les élections fédérales de 1934, le Country Party détenant quatre des quinze postes ministériels. Le chef de Parti de Pays Earle Page a interprété des appels pour la démission de Paterson comme une attaque sur la position de son parti, en menaçant le retrait de la coalition si Paterson a été expulsé. En conséquence, aucune mesure n'a été prise pour renverser Paterson quand l'armoire s'est réunie le 2 décembre pour la dernière fois avant l'interruption parlementaire d'été.

## Conclusion et postérité
L'affaire Freer a été politiquement dommageable pour le gouvernement de Lyons. Il contribua à l'échec de ses propositions référendaires de mars 1937 et à la défaite surprise des travaillistes lors d'une élection partielle en mai 1937, AW Martin concluant dans sa biographie du procureur général Robert Menzies que « l'étendue des dommages causés par l'affaire Freer gouvernement ne peut guère être exagéré. »
Le 2 juin 1937, l'armoire fédérale a renversé la décision de Paterson d'exclure Freer, en lui permettant de rentrer le pays le 12 juillet. Son arrivée à Sydney est devenue un événement majeur, le The Sydney Morning Herald rapportant qu'elle a reçu « un accueil égal à celui d'une célébrité internationale. » Paterson a démissionné du ministère et comme le chef de député du Parti de Pays après l'élection fédérale 1937. 
Les commentateurs ont noté que l'affaire Freer suscite peu d'intérêt académique, surtout par rapport à l'affaire Kisch contemporaine. Cela a été attribué au fait qu'aucun précédent juridique n'a été établi et que l'affaire n'a entraîné aucune modification législative. Robertson (2005) décrit l'affaire Freer comme « une illustration de la tendance des gouvernements australiens de diverses allégeances politiques à manipuler les lois sur l'immigration à des fins sans rapport avec leurs objectifs initiaux. » Martens (2019) a conclu que l'incident était « un exemple de mobilisation publique réussie contre les excès du gouvernement qui a simultanément remis en question les hypothèses patriarcales sur le mariage et la respectabilité, et a réaffirmé les pratiques et principes racistes qui sous-tendent la politique de l'Australie blanche. »

## Décès
La relation de Freer avec Dewar n'a pas survécu à la controverse autour de son entrée en Australie. Dans une lettre au Premier ministre Joseph Lyons, Dewar écrit que tous deux avaient envisagé de se suicider. L'armée a continué à s'immiscer dans leur relation, transférant Dewar en Australie-Occidentale la même semaine que l'entrée de Freer a finalement été approuvée. Freer a demandé une compensation au gouvernement pour son expulsion, mais une proposition de Robert Menzies pour un paiement « à titre gracieux » a été rejetée par le cabinet en décembre 1937. Elle a travaillé dans un salon de beauté après son arrivée à Sydney et en 1938 a épousé John Cusack, un marchand de poisson. Elle a par la suite "disparu de l'intérêt public".